# Echinococcus vogeli
Echinococcus vogeli (Rausch & Bernstein 1972) je drobná tasemnice z čeledi Taeniidae parazitující ve střevech psů pralesních a psů domácích. Mezihostitelem tasemnice je paka nížinná (Cuniculus paca) a aguti zlatý (Dasyprocta leporina). Vyskytuje se pouze ve Střední a Jižní Americe. E. vogeli je největší ze všech ostatních zástupců rodu Echinococcus, dospělci dosahují velikosti okolo 12 milimetrů. Atypickým hostitelem mohou být primáti nebo člověk. Infekce člověka je poměrně vzácná a onemocnění se označuje jako polycystická echinokokóza. Druh („vogeli“) byl pojmenován na počest po německém parazitologovi Johannesi Vogelovi, který v 50. létech 20. století objasnil cyklus příbuzného a známějšího měchožila bublinatého.